# Sân bay Burgos
Sân bay Burgos (IATA: RGS, ICAO: LEBG) là một sân bay ở Tây Ban Nha, nằm cách trung tâm Burgos 4 km. Sân bay này có một đường băng dài 1339 m rải nhựa đường.

## Các hãng hàng không và các tuyến điểm
Hiện có các hãng hàng không sau đang hoạt động tại sân bay Burgos:
- Iberia
  - do hãng Air Nostrum cung ứng (Barcelona, Paris-Orly)